# Nuoto ai Giochi della XXXIII Olimpiade - 100 metri rana femminili
La gara di nuoto dei 100 metri rana femminili dei Giochi della XXXIII Olimpiade di Parigi è stata disputata tra il 28 e il 29 luglio 2024 presso l'Olympic Aquatics Centre alla Paris La Défense Arena.

## Record
Prima della competizione il record del mondo e il record olimpico erano i seguenti:
| Record mondiale | 1'04"13 | Lilly King Stati Uniti  | 25 luglio 2017 Budapest, Ungheria |
| Record olimpico | 1'04"82 | Tatjana Smith Sudafrica | 25 luglio 2021 Tokyo, Giappone    |

## Programma
| Data           | Ora (UTC+1) | Turno      |
| -------------- | ----------- | ---------- |
| 28 luglio 2024 | 10:00       | Batterie   |
| 28 luglio 2024 | 19:37       | Semifinali |
| 29 luglio 2024 | 17:30       | Finale     |

## Risultati

### Batterie
| Pos. | Batterie | Corsia | Atleta              | Nationalità                 | Tempo   | Note  |
| ---- | -------- | ------ | ------------------- | --------------------------- | ------- | ----- |
| 1    | 4        | 5      | Tatjana Smith       | Sudafrica                   | 1'05"00 | Q     |
| 2    | 5        | 4      | Tang Qianting       | Cina                        | 1'05"63 | Q     |
| 3    | 5        | 3      | Mona McSharry       | Irlanda                     | 1'05"74 | Q     |
| 4    | 4        | 6      | Satomi Suzuki       | Giappone                    | 1'06"04 | Q     |
| 5    | 3        | 4      | Lilly King          | Stati Uniti                 | 1'06"10 | Q     |
| 6    | 5        | 5      | Benedetta Pilato    | Italia                      | 1'06"19 | Q     |
| 7    | 3        | 2      | Anastasia Gorbenko  | Israele                     | 1'06"22 | Q, WD |
| 8    | 5        | 7      | Eneli Jefimova      | Estonia                     | 1'06"24 | Q     |
| 9    | 4        | 4      | Rūta Meilutytė      | Lituania                    | 1'06"34 | Q     |
| 10   | 4        | 1      | Alina Zmushka       | Atleti Individuali Neutrali | 1'06"37 | Q     |
| 10   | 3        | 6      | Lisa Angiolini      | Italia                      | 1'06"37 | Q     |
| 12   | 3        | 5      | Angharad Evans      | Gran Bretagna               | 1'06"38 | Q     |
| 13   | 5        | 6      | Sophie Hansson      | Svezia                      | 1'06"66 | Q     |
| 14   | 4        | 3      | Tes Schouten        | Paesi Bassi                 | 1'06"69 | Q     |
| 15   | 5        | 2      | Kotryna Teterevkova | Lituania                    | 1'06"76 | Q     |
| 16   | 4        | 8      | Macarena Ceballos   | Argentina                   | 1'06"89 | Q     |
| 17   | 4        | 7      | Yang Chang          | Cina                        | 1'06"91 | Q     |
| 18   | 5        | 8      | Sophie Angus        | Canada                      | 1'06"93 |       |
| 19   | 3        | 3      | Reona Aoki          | Giappone                    | 1'06"98 |       |
| 20   | 3        | 1      | Anna Elendt         | Germania                    | 1'07"00 |       |
| 21   | 5        | 1      | Dominika Sztandera  | Polonia                     | 1'07"22 |       |
| 22   | 2        | 4      | Jenna Strauch       | Australia                   | 1'07"27 |       |
| 23   | 3        | 8      | Lisa Mamié          | Svizzera                    | 1'07"65 |       |
| 23   | 4        | 2      | Emma Weber          | Stati Uniti                 | 1'07"65 |       |
| 25   | 3        | 7      | Letitia Sim         | Singapore                   | 1'07"75 |       |
| 26   | 2        | 3      | Ida Hulkko          | Finlandia                   | 1'08"73 |       |
| 27   | 2        | 5      | Jessica Vall        | Spagna                      | 1'08"78 |       |
| 28   | 2        | 6      | Kristýna Horská     | Rep. Ceca                   | 1'08"96 |       |
| 29   | 2        | 2      | Stefanía Gómez      | Colombia                    | 1'09"16 |       |
| 30   | 2        | 7      | Emily Santos        | Panama                      | 1'09"94 |       |
| 31   | 2        | 1      | Lynn El Hajj        | Libano                      | 1'10"27 |       |
| 32   | 2        | 8      | Lanihei Connolly    | Isole Cook                  | 1'10"45 |       |
| 33   | 1        | 4      | Rouxin Tan          | Malaysia                    | 1'12"50 |       |
| 34   | 1        | 5      | Imane El Barodi     | Marocco                     | 1'14"57 |       |
| 35   | 1        | 3      | Ellie Shaw          | Antille Olandesi            | 1'14"78 |       |
| 36   | 1        | 6      | Aminata Barrow      | Gambia                      | 1'15"12 |       |
| 37   | 1        | 2      | Lara Dashti         | Kuwait                      | 1'15"67 |       |

### Semifinali
| Pos. | Batterie | Corsia | Atleta              | Nationalità                 | Tempo   | Note |
| ---- | -------- | ------ | ------------------- | --------------------------- | ------- | ---- |
| 1    | 2        | 4      | Tatjana Smith       | Sudafrica                   | 1'05"00 | Q    |
| 2    | 2        | 5      | Mona McSharry       | Irlanda                     | 1'05"51 | Q,   |
| 3    | 2        | 3      | Lilly King          | Stati Uniti                 | 1'05"64 | Q    |
| 4    | 1        | 4      | Tang Qianting       | Cina                        | 1'05"83 | Q    |
| 5    | 1        | 2      | Alina Zmushka       | Atleti Individuali Neutrali | 1'05"93 | Q,   |
| 6    | 2        | 7      | Angharad Evans      | Gran Bretagna               | 1'05"99 | Q    |
| 7    | 1        | 3      | Benedetta Pilato    | Italia                      | 1'06"12 | Q    |
| 8    | 2        | 6      | Eneli Jefimova      | Estonia                     | 1'06"23 | Q    |
| 9    | 1        | 6      | Lisa Angiolini      | Italia                      | 1'06"39 |      |
| 10   | 2        | 1      | Tes Schouten        | Paesi Bassi                 | 1'06"56 |      |
| 11   | 2        | 2      | Rūta Meilutytė      | Lituania                    | 1'06"89 |      |
| 12   | 1        | 5      | Satomi Suzuki       | Giappone                    | 1'06"90 |      |
| 13   | 1        | 7      | Sophie Hansson      | Svezia                      | 1'06"96 |      |
| 14   | 1        | 8      | Yang Chang          | Cina                        | 1'07"20 |      |
| 15   | 2        | 8      | Macarena Ceballos   | Argentina                   | 1'07"31 |      |
| 16   | 1        | 1      | Kotryna Teterevkova | Lituania                    | 1'07"48 |      |

### Finale
| Pos.    | Corsia | Atleta           | Nazionalità                 | Tempo   | Note |
| ------- | ------ | ---------------- | --------------------------- | ------- | ---- |
| Oro     | 4      | Tatjana Smith    | Sudafrica                   | 1'05"28 |      |
| Argento | 6      | Tang Qianting    | Cina                        | 1'05"54 |      |
| Bronzo  | 5      | Mona McSharry    | Irlanda                     | 1'05"59 |      |
| 4       | 1      | Benedetta Pilato | Italia                      | 1'05"60 |      |
| 4       | 3      | Lilly King       | Stati Uniti                 | 1'05"60 |      |
| 6       | 7      | Angharad Evans   | Gran Bretagna               | 1'05"85 |      |
| 7       | 8      | Eneli Jefimova   | Estonia                     | 1'06"50 |      |
| 8       | 2      | Alina Zmushka    | Atleti Individuali Neutrali | 1'06"54 |      |